# De Waag (Amsterdam)
De Waag ist ein Gebäude aus dem 15. Jahrhundert am Nieuwmarkt in Amsterdam. Es war ursprünglich ein Stadttor und Teil der Stadtmauer von Amsterdam. Später diente es unter anderem als Waaghaus, daher kommt der Name, Zunfthaus, Anatomisches Theater, Feuerwache und Museum. 
Der Komplex bestand zu Beginn des 16. Jahrhunderts aus einem Eingangstor mit zwei Türmen auf der Seite des Stadtgrabens sowie einem Haupttor mit vier Türmen auf der Stadtseite. Zwischen Eingangs- und Haupttor befand sich ein Innenhof, unter dem ein Kanal fließt, die Bijleveld-Schleuse. Das Gebäude ist aus Backstein erbaut und mit Verzierungen aus Kalkstein versehen. Im Laufe der Jahrhunderte wurde es mehrfach umgebaut und erweitert und ist seit 1970 ein Rijksmonument. Heute ist das Bauwerk Sitz der De Waag Society.

## Stadttor Sint Antoniespoort

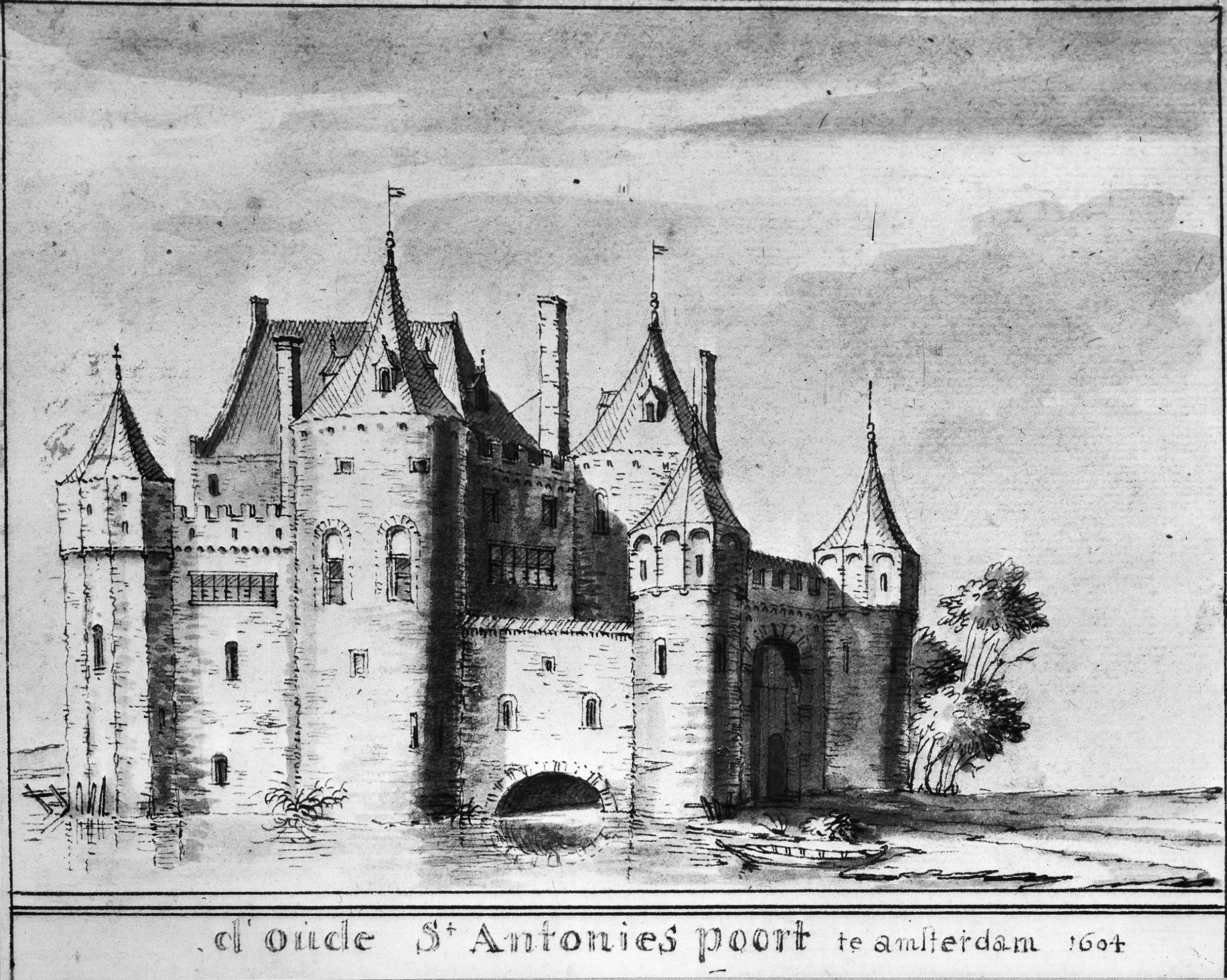
Sint Antoniespoort mit Bijleveld-Schleuse, 1604

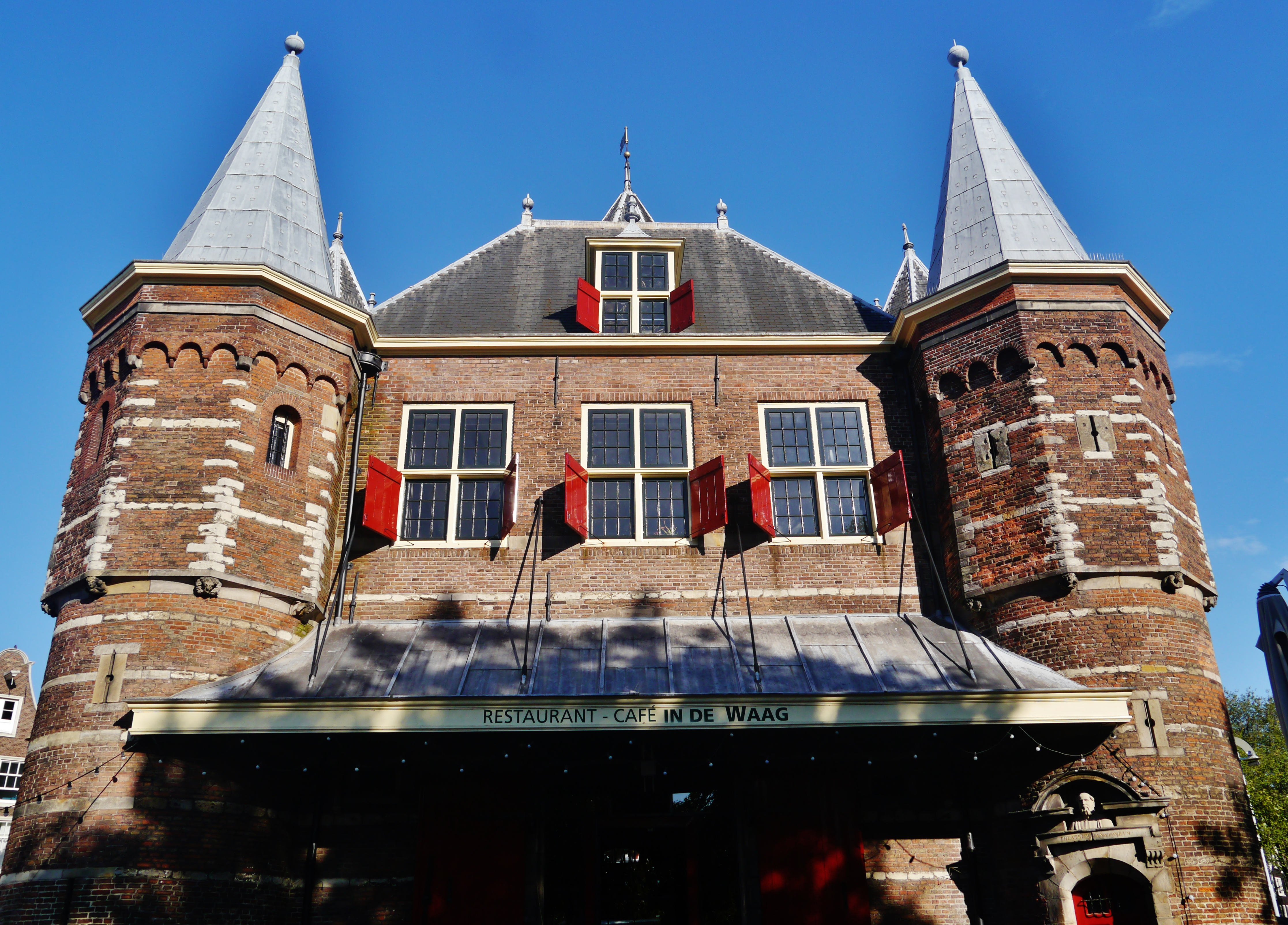
Café in De Waag und rechts der Turm mit dem Aufgang zum Theatrum Anatomicum, 2017

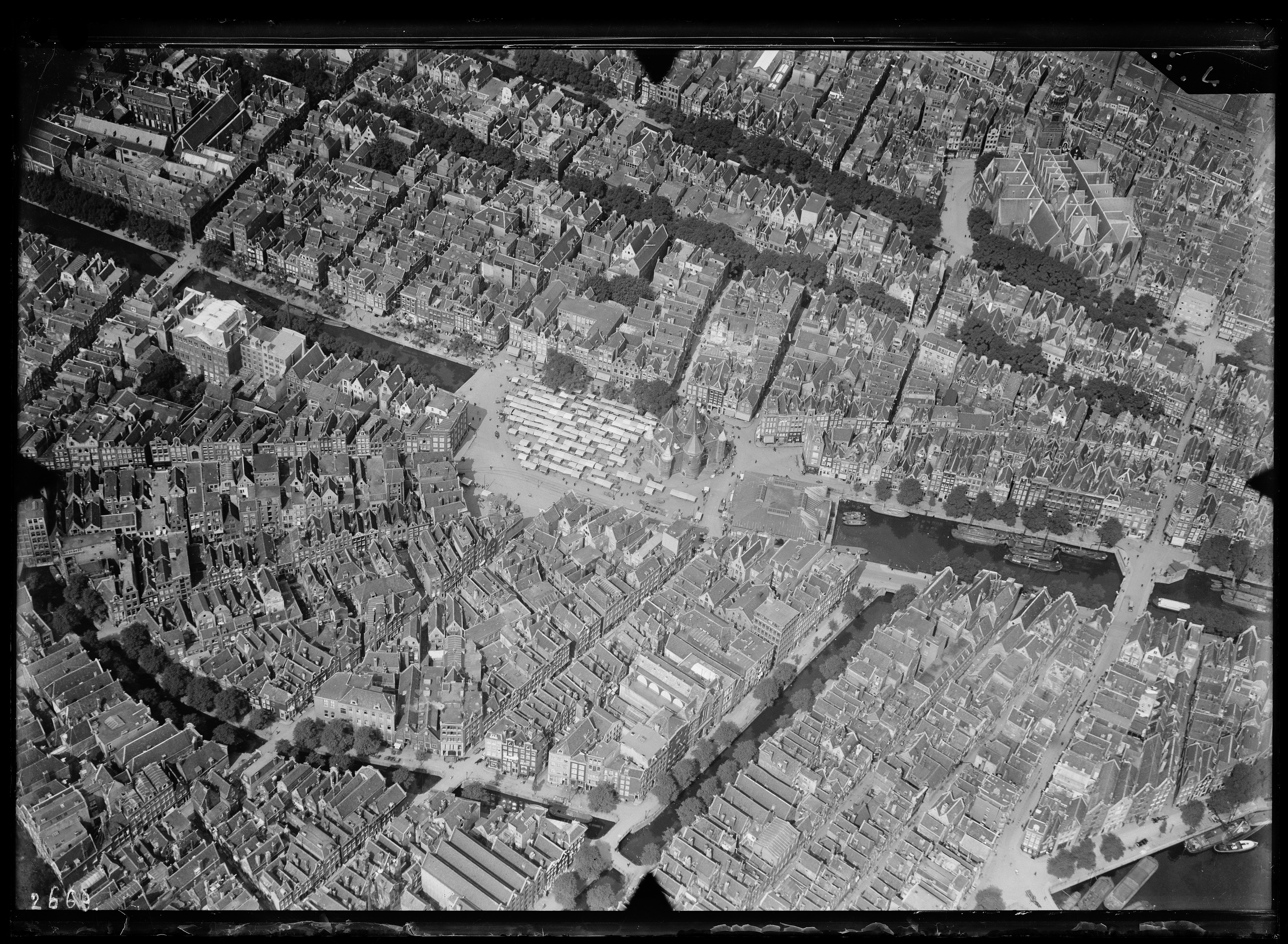
Blick auf den Nieuwmarkt und die Waag, der große Turm in der Mitte ist der 1691 aufgestockte Kuppelsaal, Luftaufnahme um 1930

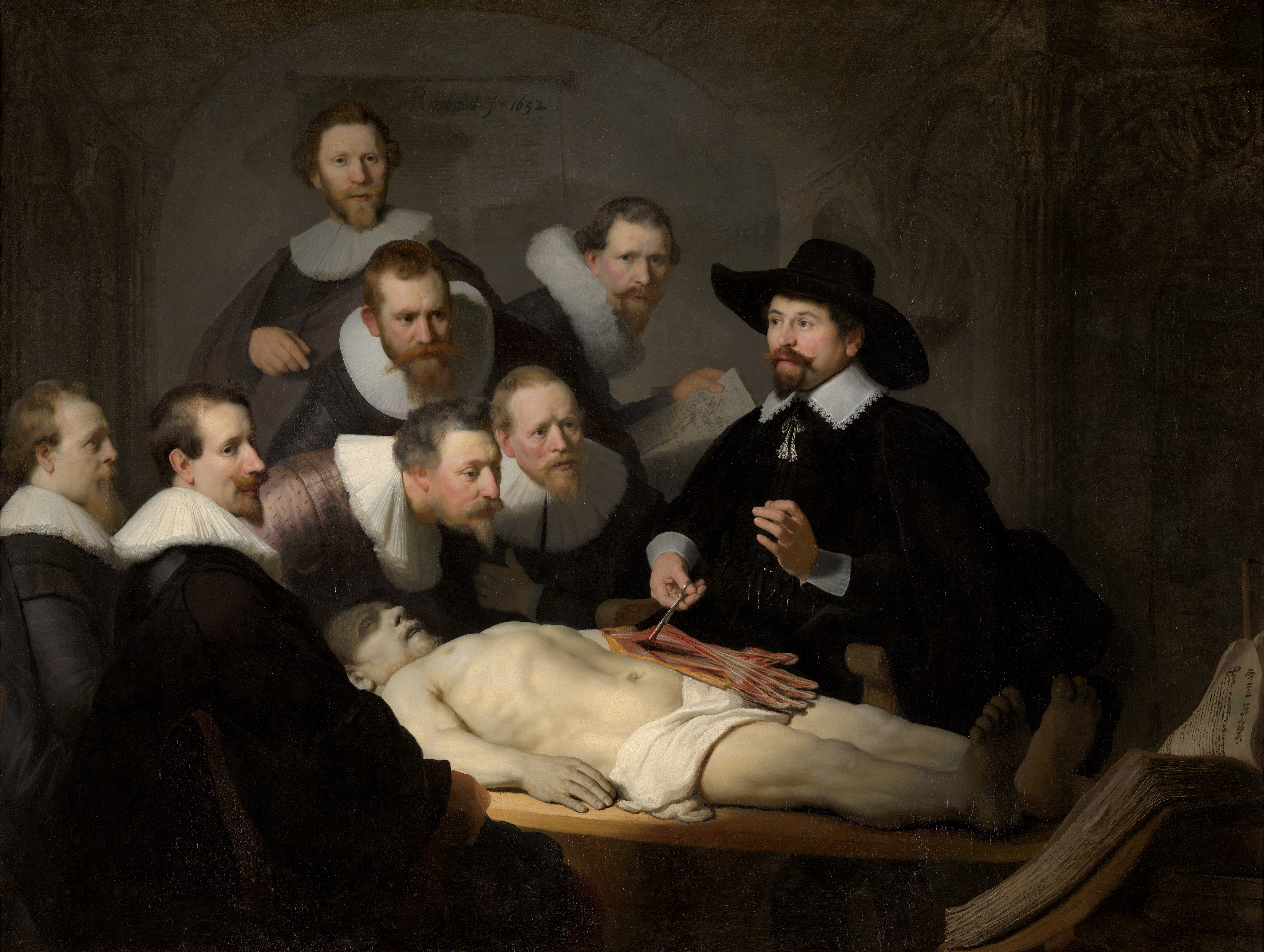
Die Anatomie des Dr. Tulp, Rembrandt, 1632, Mauritshuis

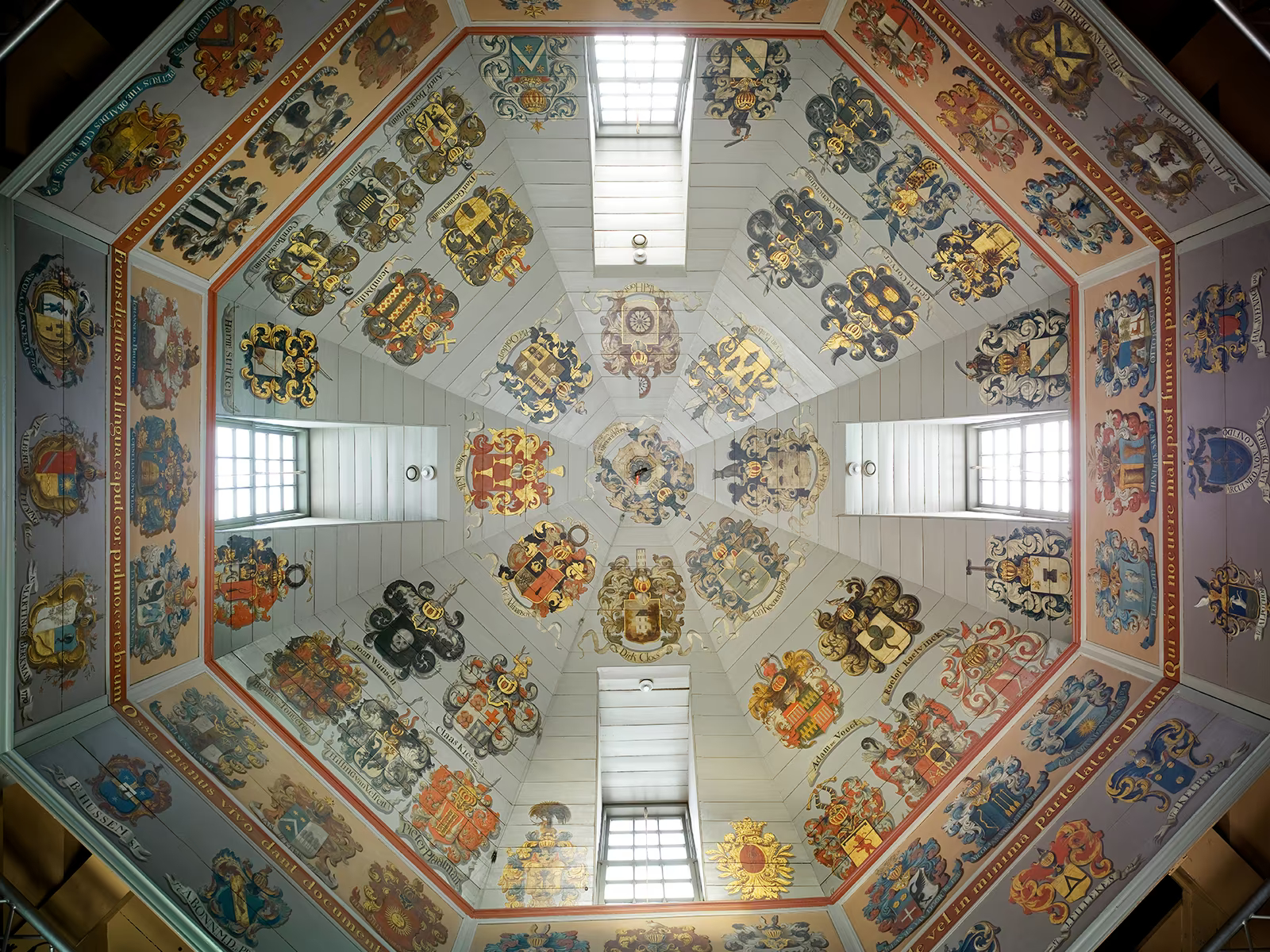
Kuppeldecke des Anatomischen Theaters mit den Wappen der Chirurgen, erbaut 1691

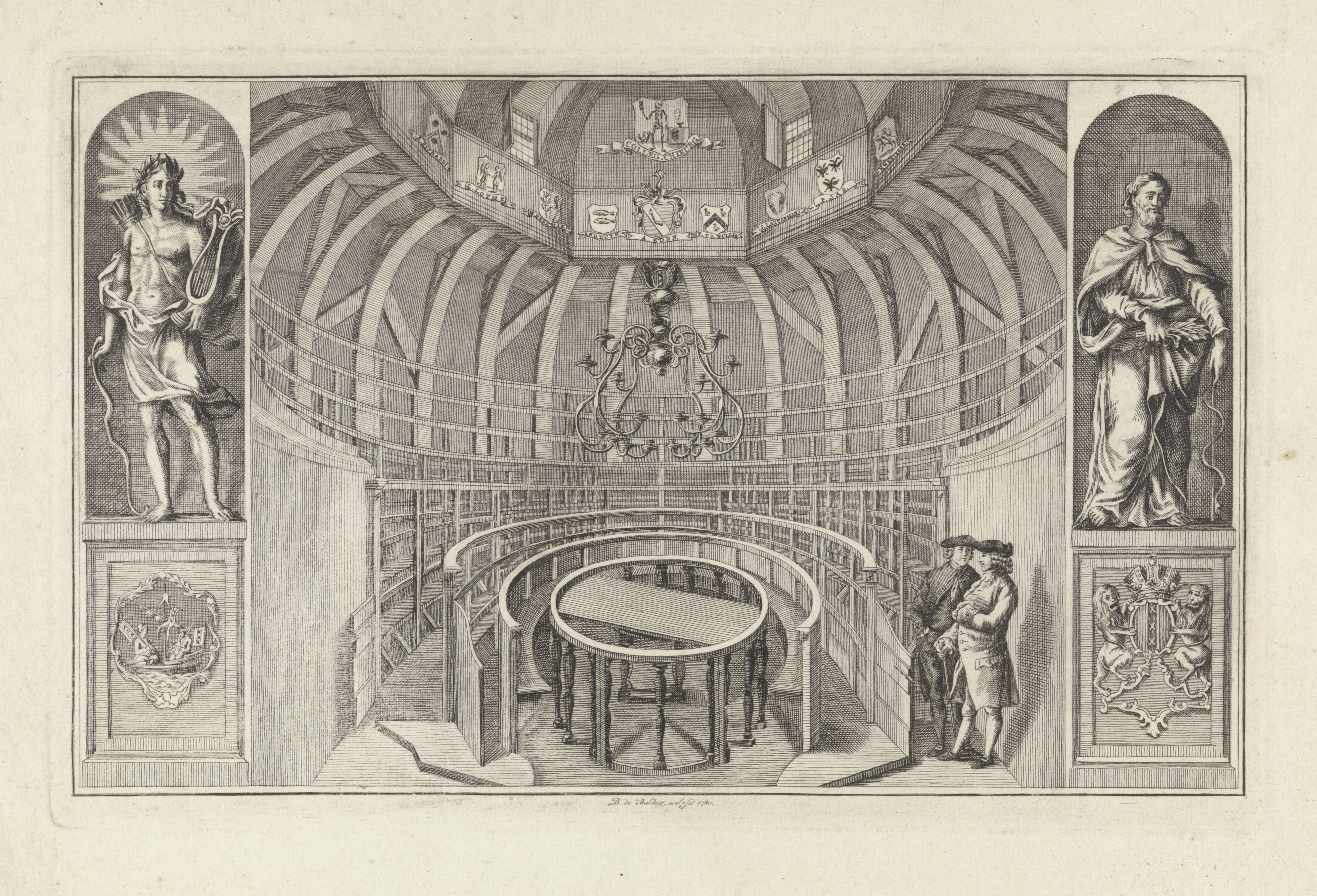
Anatomisches Theater, um 1780

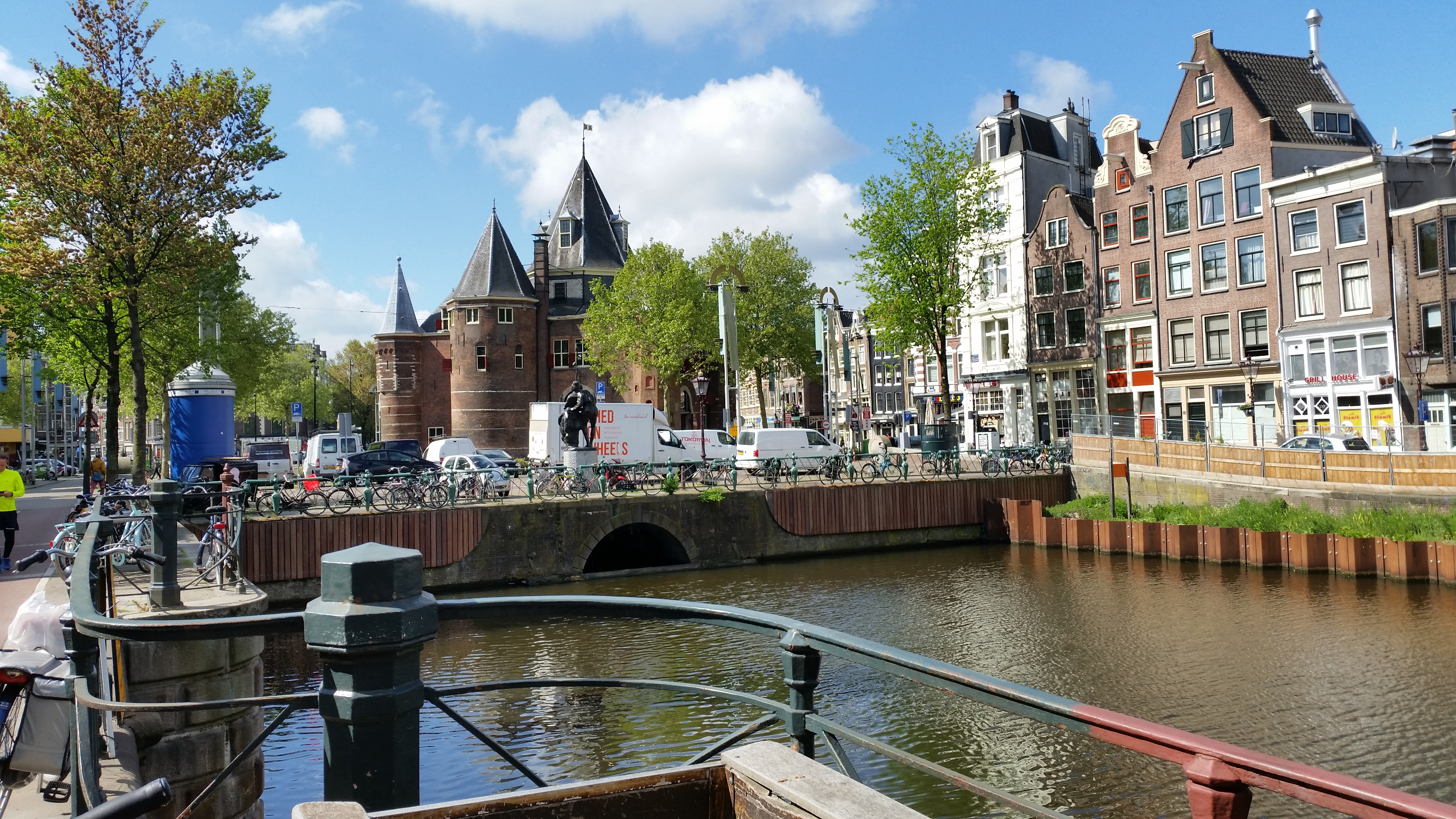
Bijleveld-Schleuse, Nordseite Geldersekade, 2020

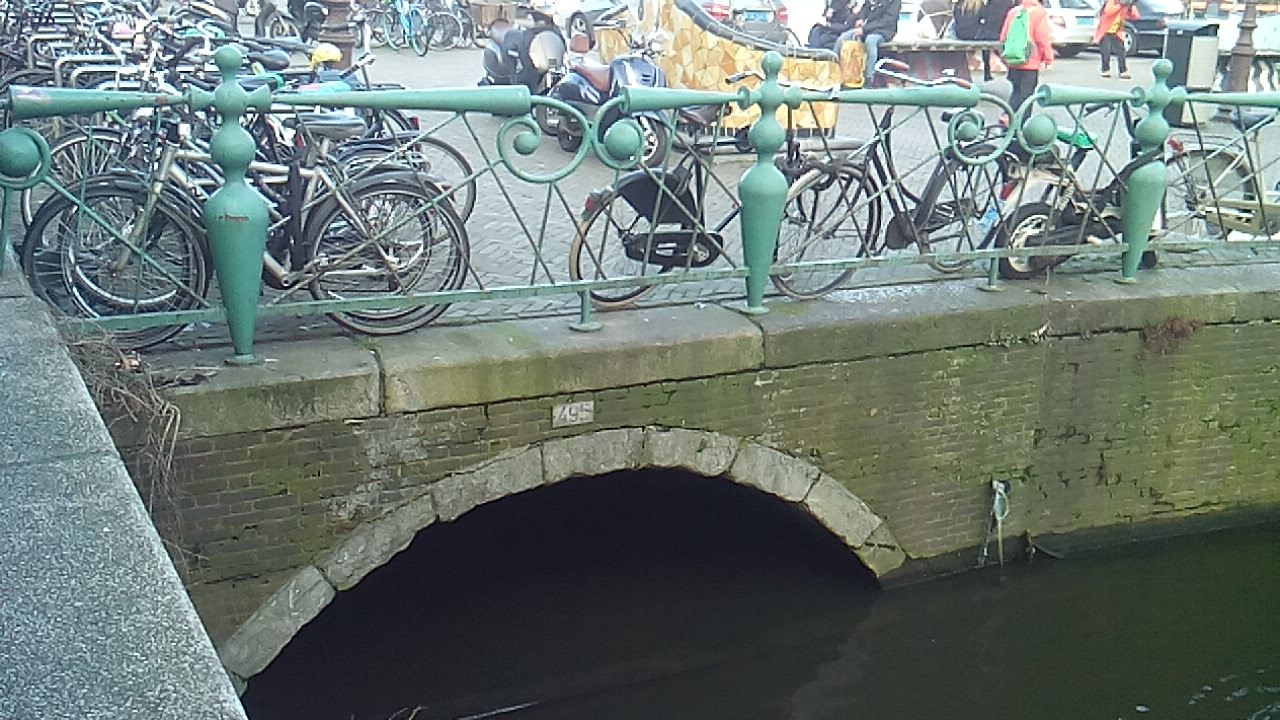
Bijleveld-Schleuse, Südseite Kloveniersburgwal, Amsterdamer Brücke 495, 2017

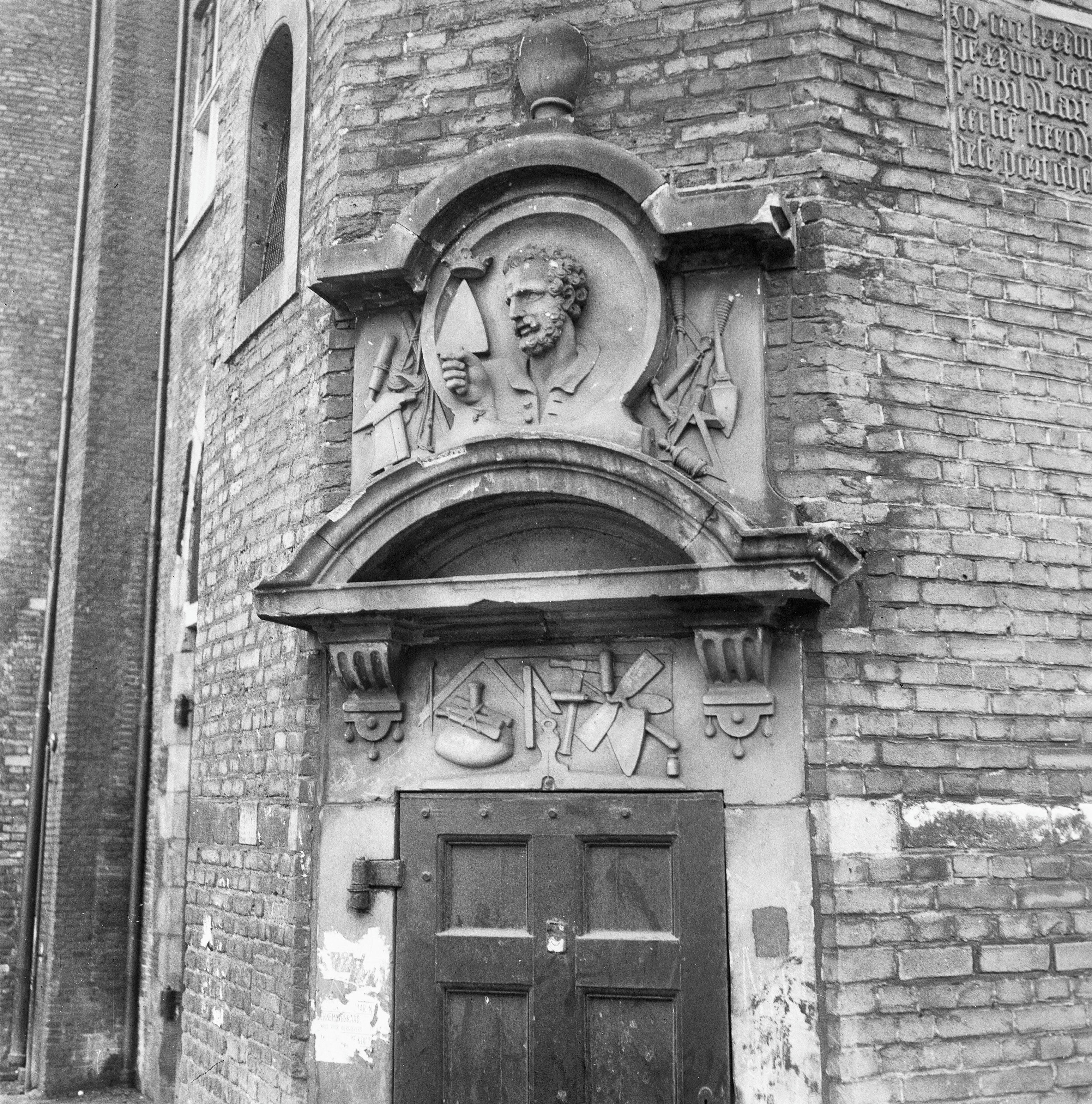
Maurerturm, 1971

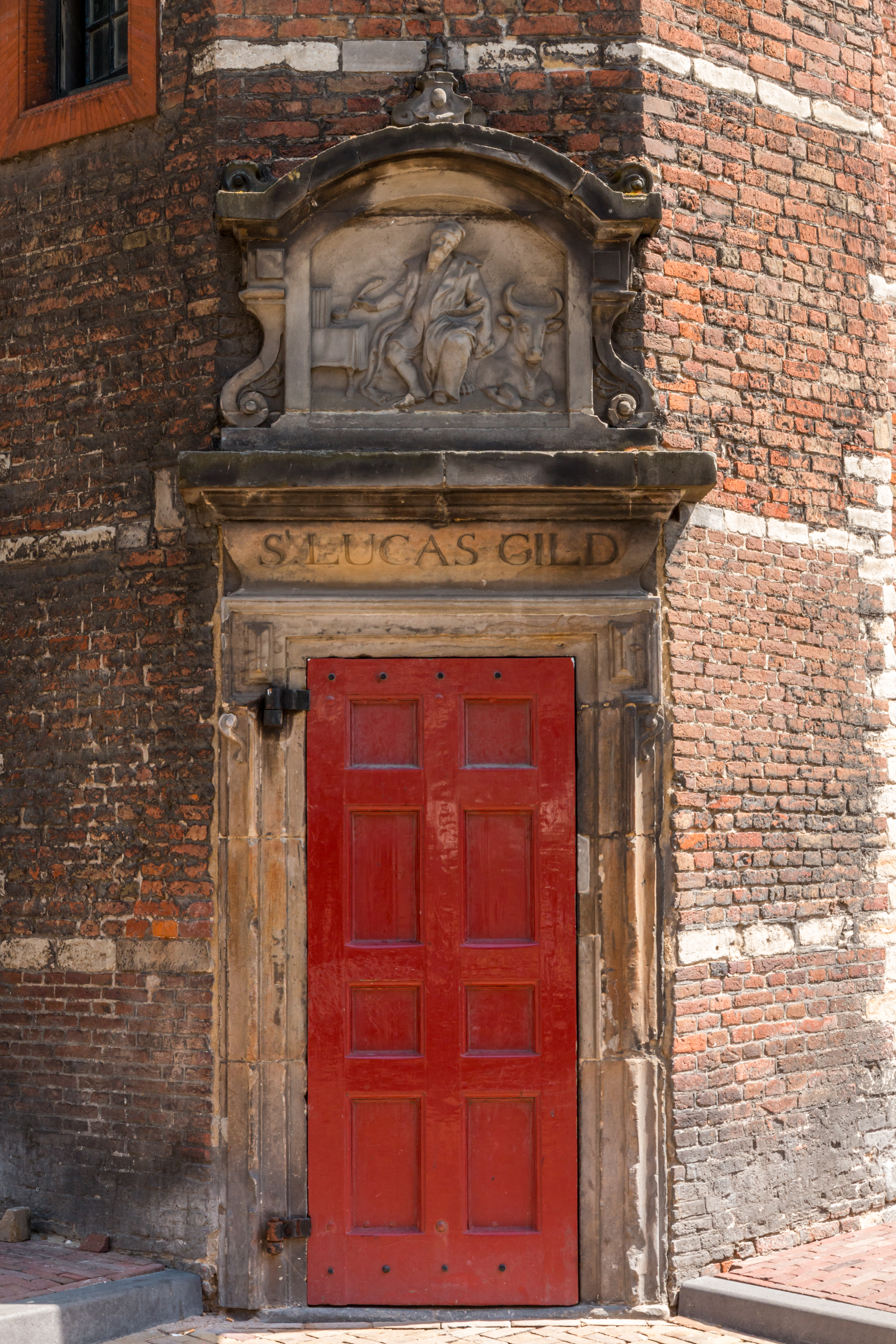
Lukasgilde

Das Gebäude wurde als Stadttor Sint Antoniespoort (wörtlich: St.-Antonius-Pforte) erbaut. 1425 wurde Amsterdam erweitert und die Kanäle Geldersekade und Kloveniersburgwal gegraben. Laut der Archäologin Jacqueline de Graauw wurde im Anschluss daran wahrscheinlich das Haupttor der Sint Antoniespoort erbaut. Die Mauern der beiden Haupttürme sind fast 2 m dick.
Später wurde das Eingangstor angebaut. Dafür wurde der Stadtgraben mit einem Ziegelbogen überbrückt. So konnten kleine Boote auf dem Stadtkanal unter dem Eingangstor durchfahren und auf die andere Seite gelangen. Dieser Durchlass heißt Bijleveld-Schleuse (nl. Bijleveldschesluis). Das Eingangstor bestand aus einem ummauerten Innenhof über der Schleuse mit zwei Türmen an den Ecken. Im Zuge dieses Umbaus wurde das Haupttor aufgestockt. Auf der Seite des Eingangstors, am Maurerturm Ecke Zeedijk und Geldersekade, befindet ein Stein mit der Aufschrift MCCCCLXXXVIII de XXVIII dach in April wart d'eerste steen van dese poert gheleit. (Am 28. April 1488 wurde der erste Stein dieses Tores gelegt.) Diese Inschrift bezieht sich vermutlich auf das Eingangstor.  Die Sint Antoniespoort wird erstmals 1466 urkundlich erwähnt.
Die Sint Antoniespoort war Teil der mittelalterlichen Stadtmauer, die von einem Graben umgeben war. Diese Stadtmauer wurde in den Jahren 1481–1494 errichtet und bestand aus Wehrtürmen und Stadttoren, die durch eine Stadtmauer verbunden waren. Der Stadtgraben bestand aus mehreren Kanälen, dem heutigen Singel, dem Kloveniersburgwal und der Geldersekade. Von dieser Mauer sind nur in der Kaimauer der Geldersekade noch einige Steine erhalten. Der Schreierstoren ist der einzige erhaltene Wehrturm. Von den Stadttoren ist nur noch die Sint Antoniespoort (heutige De Waag) übrig. Ein Teil der ehemaligen Regulierspoort ist in der heutigen Munttoren erhalten.
Mit der Stadterweiterung um das Lastage-Viertel gegen 1590 verlor die Sint Antoniespoort ihre Bedeutung als Stadttor. Zwischen 1603 und 1613 wurde die Stadtmauer abgerissen. Der heutige Nieuwmarkt entstand 1614 durch Abdeckung des Stadtgrabens auf beiden Seiten der Sint Antoniespoort.

## De Waag
Im Jahr 1617 wurde das ehemalige Stadttor zur öffentlichen Waage umgenutzt. Eine neue Waage wurde benötigt, weil die alte Waage Waag op de Dam auf dem Dam für die schnell wachsende Stadt zu klein geworden war. In den Jahren 1617–1618 wurde der Innenhof zwischen Vorder- und Haupttor überdacht.
In den oberen Stockwerken des Gebäudes wurden mehrere Zünfte und die Schützenbruderschaft untergebracht, jede mit einem eigenen Eingang durch einen der Türme. Über den Eingängen sind noch heute die Zunftwappen zu sehen. Der Turm der Malerzunft ist mit dem Heiligen Lukas, dem Schutzpatron der Künstler, geschmückt und liegt hinten links am Haupttor, der Turm hinten rechts am Haupttor war für die Maurer und ist mit Skulpturen von Hendrick de Keyser verziert. Die Schmiede hatten den Eulogius-Turm vorne links am Haupttor, und der Eingang zur Schützenbruderschaft befand sich vorne rechts vom Haupttor. Links vom Eingangstor ist der Turm der Holzschuhmacher-Zunft.

### Theatrum Anatomicum
Rechts vom Eingangstor ist der Turm mit dem Eingang, der zum Anatomischen Theater der Chirurgen- und Barbierzunft führte. Über dem Eingang befindet sich die Inschrift Theatrum Anatomicum. Ein Anatomisches Theater war ein Hörsaal mit tribünenartiger Anordnung der Sitzplätze und freier Sicht auf einen Tisch, auf dem anatomische Untersuchungen stattfanden. Im Theatrum Anatomicum wurden Leichen seziert, meist die Leichen von hingerichteten Verbrechern, aber auch von Tieren. Zunächst war es das Ziel, die Anatomie besser zu verstehen, zur Weiterentwicklung der Medizin beizutragen und Studenten auszubilden. Später wurden diese Sektionen zu Veranstaltungen, bei denen nicht nur Mediziner oder Studenten, sondern einmal im Jahr auch interessierte Bürger teilnehmen konnten. Für dieses Publikum waren die Plätze weiter oben auf den Amphitheaterbänken zu günstigen Preisen erhältlich. Für ihr Zunfthaus in der Waag gab die Chirurgenzunft bei Rembrandt das berühmte Gemälde Die Anatomie des Dr. Tulp aus dem Jahr 1632 in Auftrag.
Für das Sezieren wurde ein heller, kühler Raum mit guter Belüftung benötigt. Daher stockte die Chrirurgenzunft von 1690 bis 1691  einen großen Saal mit einer Kuppel auf, der von einem achteckigen Turm gekrönt ist. Die treibende Kraft hinter dem Kuppelsaal war der Anatom, Zoologe und Botaniker Frederik Ruysch. Der Kuppelsaal war zum Experimentieren, Beobachten, Lernen und als Hörsaal gedacht. In der Waag wurde bis zum Jahr 1869 Anatomie gelehrt. Die Kuppeldecke ist mit insgesamt 84 Wappen von Mitgliedern der Amsterdamer Chirurgenzunft geschmückt, 36 Wapen sind in drei Reihen in der Kuppel gruppiert, die restlichen 48 Wappen befinden sich auf den Holzpaneelen darunter. Frederik Ruyschs Wappen ist im Zentrum der Kuppel zu sehen. Er war der Vater der Stillleben-Malerinnen Rachel Ruysch und Anna Ruysch.

## 19. Jahrhundert
Während der Republik wurden Hinrichtungen noch vor dem Rathaus am Dam-Platz durchgeführt. Unter König Louis Bonaparte, einem Bruder Napoleons, wurde das Rathaus 1808 jedoch in einen Palast umgewandelt. Aus diesem Grund wurde der Nieuwmarkt zur Hinrichtungsstätte bestimmt. Die ersten Todesurteile mit der Guillotine wurden am 15. Juni 1812 an der Giftmörderin Hester Rebecca Nepping und ihren Komplizen, ihrem Liebhaber Gerrit Verkerk und ihrer Magd Adriana van Rijswijk, vor der Waag vollstreckt.
Die Zünfte wurden um 1800 abgeschafft, im Jahr 1812 die Schützenbruderschaft. 1819 wurde als letztes Gut eine Truhe mit Indigo gewogen und die Waag verlor schließlich auch ihre Funktion als Waage. 1827 entstand der Plan, die Waag abzureißen, um Platz für eine Kathedrale für die Diözese Amsterdam zu schaffen. Der Stadtarchitekt Jan de Greef entwarf eine neoklassizistische Kreuzbasilika mit zwei Türmen als optischen Abschluss des Kloveniersburgwals. Infolge der Abspaltung Belgiens im Jahr 1830 wurden das Vorhaben aufgegeben, und die Waag blieb vom Abriss verschont.
Bis zum 19. Jahrhundert gab es in Amsterdam mehrere historische Waagengebäude. Die Waag op de Dam am Dam gegenüber dem Palast wurde jedoch 1808 abgerissen, die Waage auf dem Westermarkt in der Nähe der Prinsengracht wurde 1857 abgerissen und die Boterwaag am Botermarkt, dem heutigen Rembrandtplein, wurde 1874 abgerissen.
Im 19. Jahrhundert erfüllte die Waag auf dem Nieuwmarkt verschiedene Funktionen. Sie beherbergte unter anderem ein Anatomiemuseum, eine Fechtschule, die Cholera-Kommission, eine Möbelschreinerei und eine Werkstatt für die Straßenbeleuchtung, die damals noch mit Öllampen erfolgte. Von 1874 bis 1888 diente sie als Feuerwache.
Der Stadtarchitekt Adriaan Willem Weissman baute die Waag für das Stadtarchiv um, das von 1888 bis 1914 in der Waag ansässig war.

## 20. Jahrhundert
Am 2. November 1926 anlässlich des 650. Jahrestags der Stadtgründung von Amsterdam wurde im Gebäude der Stadtwaage das historische Museum Amsterdam eingeweiht. Das Jüdische Historische Museum hatte hier seit 1932 seinen Standort. Während des Zweiten Weltkriegs mussten die Museen schließen und wurden 1955 wieder eröffnet. 1975 zog das historische Museum Amsterdam in die Kalverstraat um und 1987 verlegte auch das Jüdische Historische Museum seinen Standort in den Jonas Daniël Meijerplein im Jüdischen Kulturviertel in Amsterdam.
Mitte der 1970er Jahre wurde die Metro Amsterdam durch das Viertel gebaut. Für den Bau der Station Nieuwmarkt wurden Teile des Nieuwmarkt-Viertels abgerissen, was die Nieuwmarktrellen genannten Proteste auslöste. Trotz der Proteste wurde im Dezember 1974 mit dem Abriss der Wohnhäuser begonnen und der Bau der Metrostation Nieuwmarkt begann im Sommer 1975.
Die Bijleveld-Schleuse, der Kanal unter dem Eingangstor der Waag und dem Nieuwmarkt, wurde 1988–1990 komplett renoviert. Von 1989 bis 1994 stand die Waag leer. Das Gebäude wurde einer Stichting Centrum De Waag anvertraut, die ein Umnutzungsprojekt für das Gebäude entwickeln sollte. Die Stiftung beauftragte den französischen Designer Philippe Starck, der einen umstrittenen Glasanbau entwarf, für den jedoch ein Teil der jahrhundertealten Außenmauer hätte weichen müssen. Die Stiftung ging in Konkurs und das Gebäude stand weiterhin leer. Im September 1991 öffneten Anwohner und Denkmalliebhaber, die sich zu einer Bürgerinitiative zusammengeschlossen hatten, die Tore der Waag für die Presse und Öffentlichkeit. Der schlechte Zustand des Gebäudes verursachte viel Empörung, die den Stadtrat dazu bewegte, einen Expertenausschuss einzusetzen. Dieser beschloss das Gebäude fachkundig von einem Architekten mit Erfahrung im Restaurieren historischer Gebäude von Grund auf sanieren zu lassen.
Diese Aufgabe wurde Walter Kramer, der bereits die Noorderkerk saniert hatte, übertragen. Unter anderem wurden die Vorarbeiten für den Glasanbau von Stark wieder entfernt, der verfüllte Keller ausgegraben, der zu viel Gewicht auf das Schieferfundament ausübte. Das hölzerne Vordach an der Ostseite wurde rekonstruiert und der Platz um die Waag neu gepflastert. Außerdem wurde die Bemalung des hölzernen Kuppelgewölbes des Anatomischen Theaters behutsam restauriert. Dabei wurde der vergilbte Firnis entfernt und es kamen schöne Details zum Vorschein: Auf dem Wappen des Chirurgen Muyser etwa wurden nicht nur die Mäuse wieder sichtbar, sondern auch eine Katze mit einer Maus im Maul. Auch wurde festgestellt, dass die oberen und die unteren Wandpaneele aus unterschiedlichen Holzarten bestehen. Die unteren Wandpaneele wurden vermutlich um 1750 zusätzlich angebracht, um mehr Platz für neue Wappen zu schaffen.

## 21. Jahrhundert

### De Waag Society

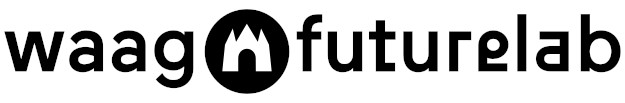
Logo der Waag Society

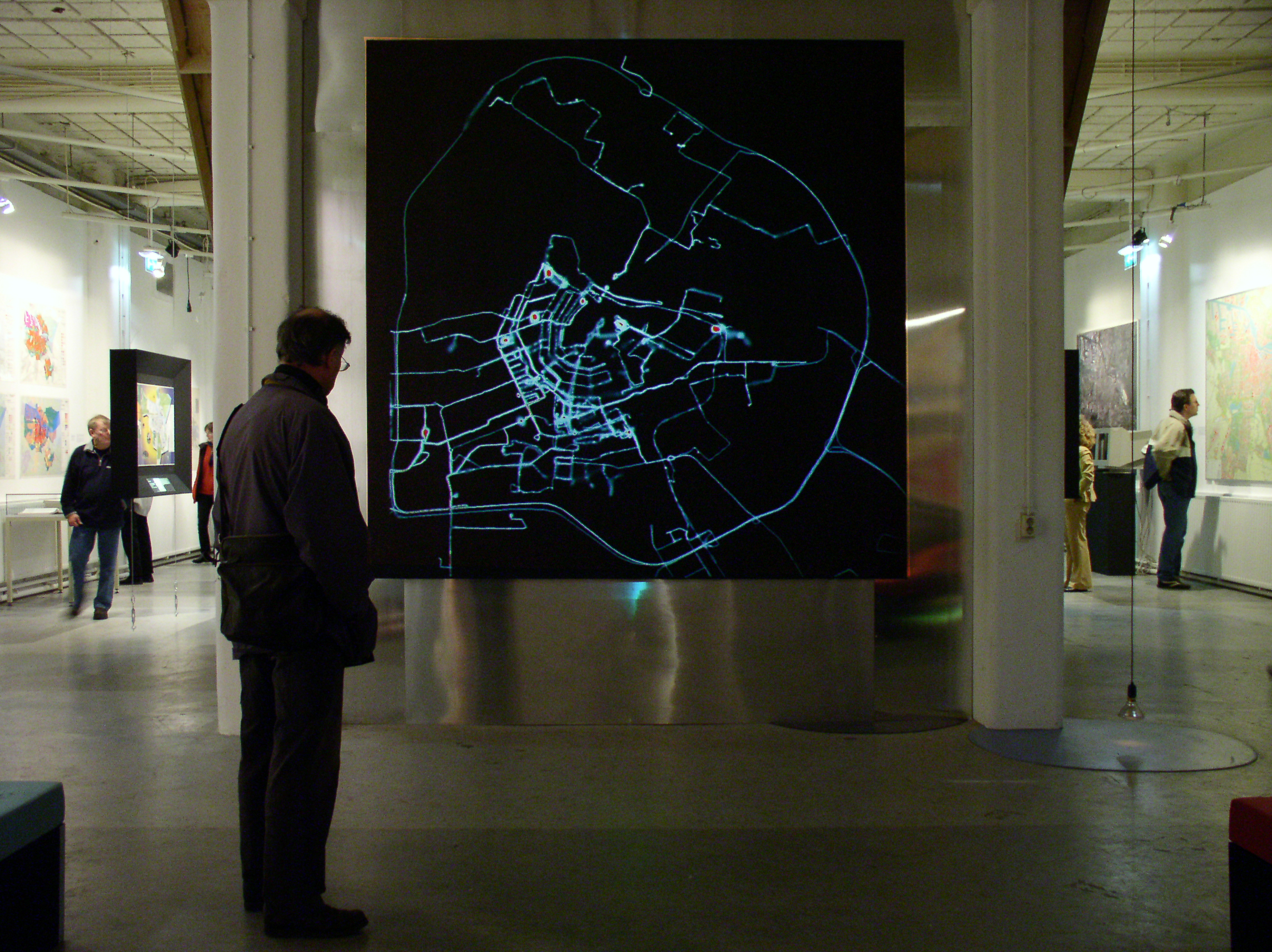
AmsterdamREALTIME, Ausstellung der Waag Society, 2002

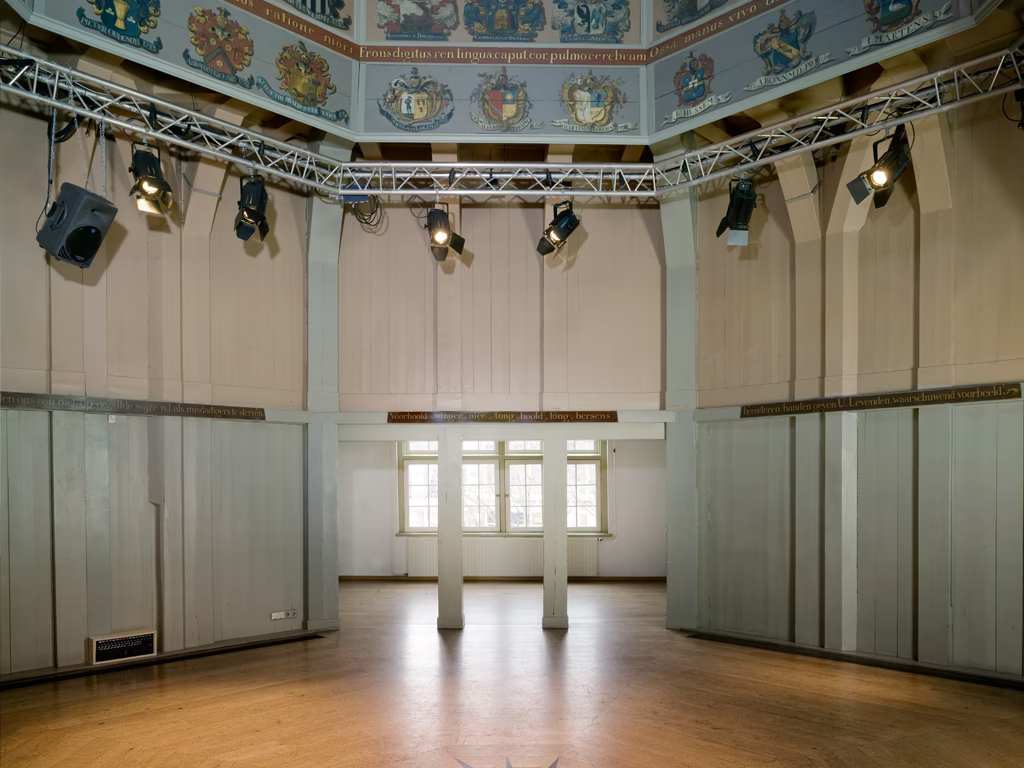
Heutiger Veranstaltungsraum im Theatrum Anatomicum, 2018

Nach Abschluss der umfassenden Restaurierung zog 1996 die gemeinnützige Organisation Waag Society, die sich mit den Schnittstellen zwischen Kunst, Technologie und elektronischen Medien beschäftigt, mit dem Waag Future Lab in die oberen Etagen ein. Dazu gehören rund ein Dutzend Research Labs mit Bürgerbeteiligung und verschiedene Projekte, die sich mit Themen aus den Bereichen Technologie und Gesellschaft befassen. Dort befindet sich auch ein Fablab, das 2008 eröffnet wurde.  Im Rahmen des Waag Academy-Programms werden Fortbildungen zu neuen Technologien und Fertigungsmethoden angeboten. Von 2005 bis 2013 gab die De Waag Society das Waag magazine heraus, eine vierteljährlich erscheinende Zeitschrift unter Creative-Commons-Lizenz, die über die Projekte der De Waag Society berichtete. In der Waag werden Vorträge veranstaltet, beispielsweise hielt Richard Stallman 2018 einen Vortrag über Next Generation Cities in der Waag. Seit 2014 befinden sich die Büros der Waag Society in dem 1680 erbauten Gebäude Huis de Pinto in der Sint Antoniesbreestraat, und die Waag dient öffentlichen Veranstaltungen und beherbergt neben dem Fablab das Open Wetlab, ein Labor für Biodesign, Biokunst und Do-it-together-Biologie. Dort werden Biotechnologien und ihre Auswirkungen auf Gesellschaft und Ökologie erforscht. Das TextileLab engagiert sich für einen gesellschaftlichen Wandel innerhalb der Textilindustrie.

### Fairphone
FairPhone entstand ursprünglich aus einer Initiative der Waag Society, die sich mit Konfliktmineralien aus dem Kongo befasste. 
Bei der De Waag Society arbeitete seit 2010 Bas van Abel an Projekten mit den Themen Nachhaltigkeit und Fairer Handel im Bereich Unterhaltungs- und Kommunikationselektronik. Dies mündete schließlich im Januar 2013 in die Gründung des Smartphone-Herstellers Fairphone.
Bei dessen erstem Modell standen der Bezug von Rohstoffen aus konfliktfreien Abbaugebieten, faire Arbeitsbedingungen bei der Herstellung sowie Transparenz im Vordergrund.

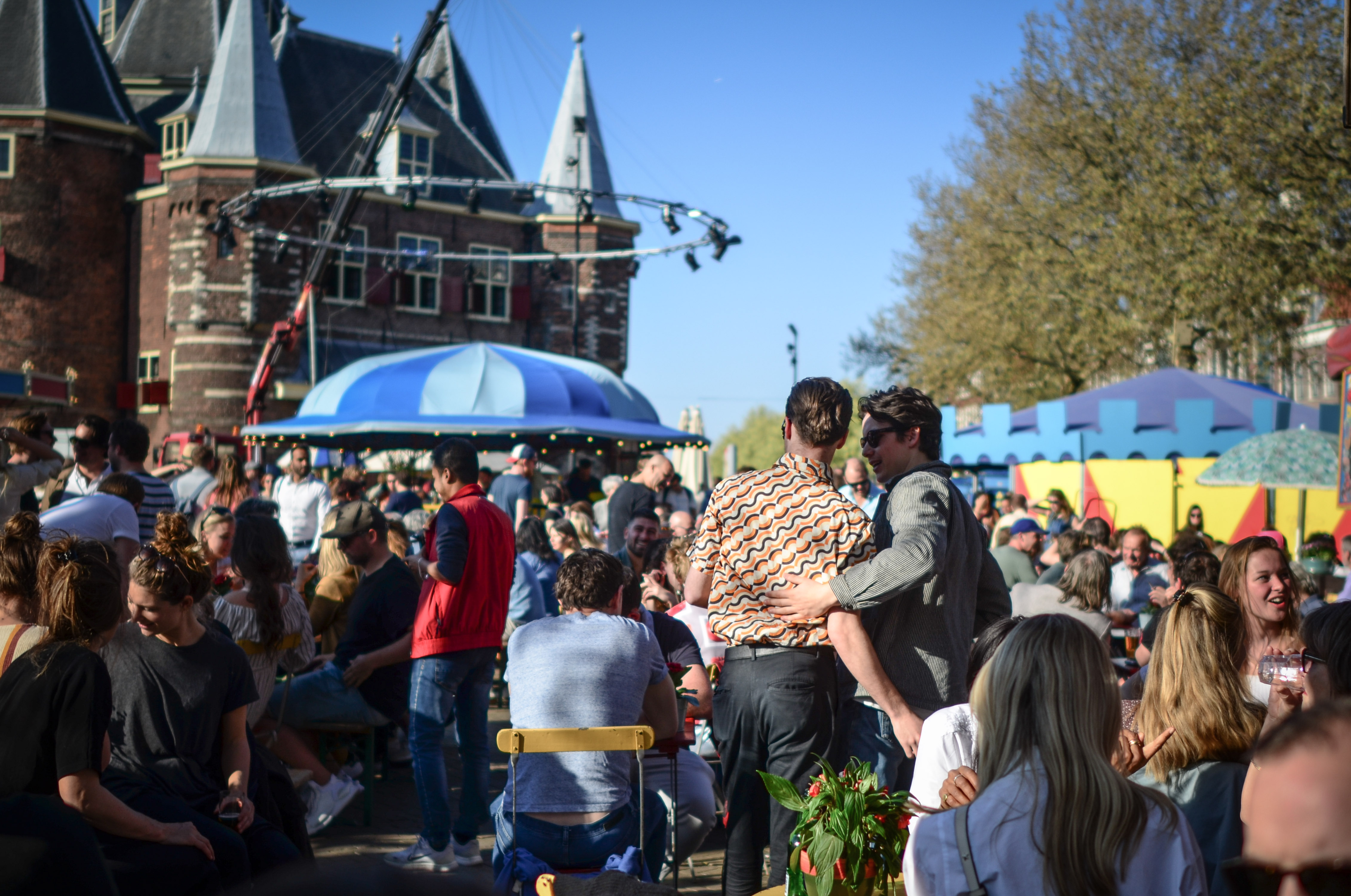
Aprilfeesten, 2019

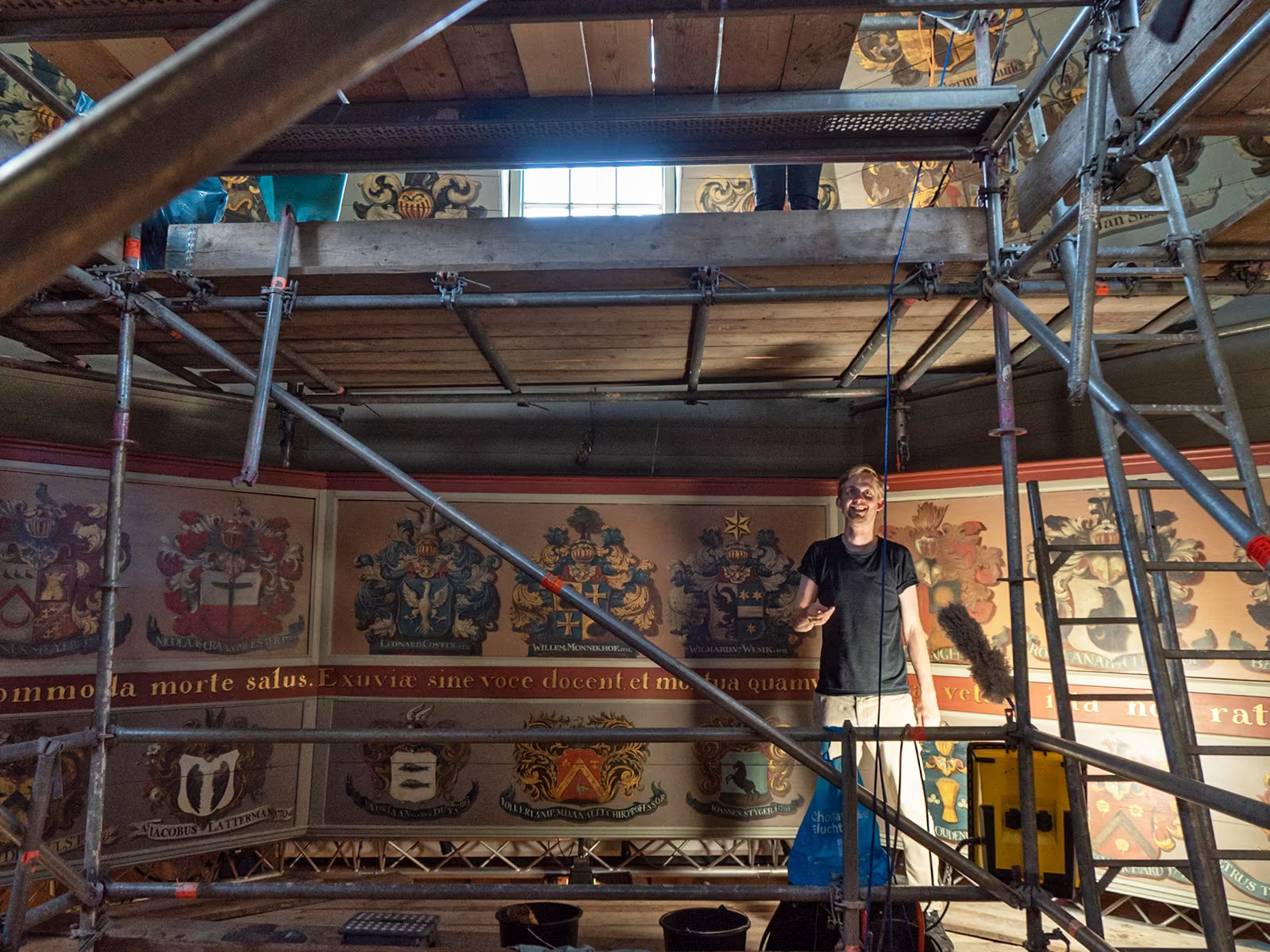
Restaurierung der Wappen im Theatrum Anatomicum, 2019

### Aprilfeesten
Vor der Waag, auf dem Nieuwmarkt, fand von altersher ein Frühlingsmarkt statt, so auch im 19. Jahrhundert und dann in der Zeit von 1945 bis Mitte der 1970er Jahre. Mitte der 1970er Jahre fanden die gewalttätigen Nieuwmarktrellen-Proteste gegen den Abriss von Wohnhäusern wegen des Baus der Metro Amsterdam statt. In der heutigen U-Bahn-Station Nieuwmarkt erinnern Wandmalereien an diese Zeit. Die Amsterdamer Hausbesetzerbewegung, unter ihnen der frühere Provo Rob Stolk, hatte entscheidenden Anteil an den Demonstrationen. In dieser unruhigen Zeit kam der Frühlingsmarkt zum Erliegen.
Ende der 1980er Jahre engagierten sich Bürger für ein besseres Wohnumfeld und riefen das Aprilfeesten mit zahlreichen Livebands, Foodtrucks, einem Kinder-Programm, Mini-Riesenrad und einem Karussell ins Leben. Das mehrtägige Nachbarschaftsfest findet jedes Jahr in der Woche vor dem Koningsdag statt, dem niederländischen Nationalfeiertag. Für das erste Aprilfest 1988 wurde der Nieuwmarkt, der zu dieser Zeit als Parkplatz diente, von Autos geräumt. Die baufällige und seit Jahren mit Brettern vernagelte Waag wurde aufgebrochen, um das Fest mit Wasser und Strom zu versorgen. In den folgenden Jahren wechselten die Angebote auf dem Aprilfest: in den ersten Jahren gab es den Tanzpalast, ein Spiegelzelt aus dem späten 19. Jahrhundert. Später kam die Orangerie hinzu, feste Bestandteile sind La Molina, Cantina Mobilé und das Nachbarschaftsfrühstück. Im Jahr 2024 bot das Waag Futurelab zum Beispiel einen Stand mit Pflanzenfarben zum Färben von Socken an.

### Ab den 2010er Jahren
Von 2014 bis 2015 wurde das Fundament der Waag saniert, da sich der Maurerturm gesenkt hatte.
2019 wurde das ehemalige Theatrum Anatomicum und seine mit den Wappen der Chirurgen bemalte Kuppeldecke erneut renoviert. Der Raum ist heute ein Veranstaltungsraum, der für Vorträge, kleine Ausstellungen und Kunstprojekte genutzt wird. Er ist bei der jährlichen Museumsnacht in Amsterdam öffentlich zugänglich. Auch am Open Monumentendag ist die Waag in vielen Jahren für die Öffentlichkeit zugänglich.
Das Erdgeschoss der Waag wird vom Restaurant-Café In De Waag genutzt. Während der Covid-19-Pandemie organisierte das Restaurant-Café im Mai 2020 ein „Bike Through“, als Gäste aufgrund der Maßnahmen während der Coronakrise in den Niederlanden nicht empfangen werden durften. Durch das Restaurant wurde ein Fahrradweg  angelegt, auf dem die Gäste das alte Stadttor durchqueren und die bestellten Speisen im Fahren entgegennehmen konnten.